# Cephalophus jentinki
El duiker de Jentink, cefalofo de Jentink (Cephalophus jentinki) también conocido como Gidi-Gidi en lengua krio, y Kaikulowulei en mende) es una especie de cefalofo que se encuentra en la selva guineana occidental de tierras bajas de Liberia, Costa de Marfil y ciertos enclaves de Sierra Leona.

## Estado de conservación
Se encuentra amenazada por la pérdida de su hábitat natural y su caza para alimentación humana. En 1960 se conocían sólo tres especímenes disecados de este raro animal, cuyos colores recuerdan a los del tapir asiático. Su descubrimiento se debe al naturalista suizo Stampfli, que capturó un ejemplar en 1884.